# Hemnypia
Hemnypia là một chi bướm đêm thuộc họ Geometridae.